# Michael Manning
Michael Manning (New York, 1963) è un fumettista, illustratore e animatore statunitense con base a Los Angeles, in California.
È noto soprattutto per le sue serie di graphic novel, The Spider Garden e Tranceptor, che combinano elementi di feticismo pan-sessuale e cultura BDSM con personaggi complessi in scenari di fantascienza e fantasy. È anche attivo nei generi horror e fantasy, disegnando adattamenti del lavoro di autori come H.P. Lovecraft, Edgar Allan Poe e Alexandre Dumas per la serie di antologia dei fumetti di Graphic Classics, oltre a illustrare una versione anacronistica dell'epopea popolare tedesca de i Nibelunghi.

## Opere
- Cathexis, Amerotica, 1997. ISBN 1-56163-174-4.
- Lumenagerie, Nantier Beall Minoustchine Publishing, 1997. ISBN 1-56163-151-5.
- The Spider Garden (Spider Garden), Eurotica, 1995. ISBN 1-56163-117-5.
- Hydrophidian (Spider Garden), Nantier Beall Minoustchine Publishing, 1997. ISBN 1-56163-167-1.
- In a Metal Web (Spider Garden), Amerotica, 2003. ISBN 1-56163-356-9.
- In a Metal Web II (Spider Garden), Amerotica, 2003. ISBN 1-56163-360-7.
- Tranceptor: The Way Station (Tranceptor Series), Amerotica, 1998. ISBN 1-56163-211-2.
- Inamorata, Last Gasp, 2005. ISBN 0-86719-628-9.
- Patrick Conlon, Tranceptor: Iron Gauge (Tranceptor Series), 2007. ISBN 978-1-56163-519-1
- Erwin Tschofen, Michael Manning's The Nibelungen, 2010. ISBN 978-3-9502635-8-9